# Partido Cambio Radical
El partido Cambio Radical es un movimiento político colombiano que hizo parte de la coalición del gobierno de Álvaro Uribe Vélez hasta 2009, y posteriormente fue parte de la coalición de gobierno de Juan Manuel Santos. Su líder natural es el político bogotano Germán Vargas Lleras.
En septiembre de 2009  el partido sufrió un transfuguismo de algunos de sus congresistas que pasaron a las filas del Partido de la U.

## Historia
Los orígenes del movimiento Cambio Radical se remontan a 1997, cuando un grupo de ex galanistas se separaron del Partido Liberal Colombiano para fundar una organización política con el objetivo de dar un cambio político radical al país. 
Tras su fundación, el partido apoyó la candidatura del exfiscal general Alfonso Valdivieso, que rápidamente retiró su aspiración para apoyar a Andrés Pastrana.
En las elecciones legislativas de ese año, el partido ganó dos curules para la Cámara de Representantes, y respaldó las aspiraciones de los candidatos Claudia Blum y Jairo Enrique Merlano, (quien años más tarde sería uno de los primeros parlamentarios detenidos por el escándalo de la Parapolítica).
En 2002, apoyó la candidatura presidencial de Álvaro Uribe Vélez, y pasó a integrar la coalición de gobierno tras el triunfo de Uribe. Posteriormente fue incorporado el movimiento "Colombia Siempre" que lideraba el senador Germán Vargas Lleras, quien asumió la jefatura del partido.
En las elecciones parlamentarias del 12 de marzo de 2006, obtuvo 15 escaños en el Senado y 21 de la Cámara de Representantes. En estos resultados, Vargas Lleras fue el candidato con mayor votación en las elecciones de Senado[cita requerida].
El partido sufrió una notable pérdida el 7 de mayo de 2008, cuando en pleno debate en el congreso de la República, el representante a la Cámara por Bogotá, José Fernando Castro Caycedo, sufrió un derrame cerebral, lo que ameritó su traslado a la clínica Santa Clara donde falleció pocas horas después. El representante por Cambio Radical era hermano del escritor y periodista colombiano Germán Castro Caycedo. Castro Caycedo también desempeñó el cargo de defensor del Pueblo.

## Escándalo de la Parapolítica
El partido ha sido uno de los más afectados por el escándalo de la parapolítica que se desató a partir de 2006 al descubrirse vínculos entre políticos y grupos armados ilegales de extrema derecha. Varios de los parlamentarios elegidos por el partido no resultaron envueltos en el escándalo y fueron privados de la libertad, dentro de los afectados se destacan líderes como el senador antioqueño Rubén Darío Quintero.
La Corte Suprema de Justicia ha ordenado la captura de congresistas del partido Cambio Radical en los que se encuentran el representante a la Cámara Óscar Wilchez, la congresista Karelly Patricia Lara Vence, el senador antioqueño Rubén Darío Quintero, el senador Miguel Pinedo Vidal, el representante Alonso de Jesús Ramírez quien había reemplazado en la curul a la también detenida Karelly Lara Vence. El 8 de abril de 2008, fue vinculado al proceso de la Parapolítica el congresista antioqueño, Luis Humberto Builes Correa, convirtiéndose así en el sexto parlamentario detenido por este partido. 
Los nexos de militantes de Cambio Radical con los grupos paramilitares y organizaciones narcotraficantes, se dan pese a la expulsión de candidatos de las listas por sus supuestos vínculos con los paramilitares, los cuales fueron acogidos por partidos como Colombia Democrática (hoy prácticamente desmantelado por sus nexos con las AUC) y Convergencia Ciudadana.
El 18 de abril de 2008, el partido sufrió uno de los golpes más contundentes a su estructura e imagen política, la senadora Nancy Patricia Gutiérrez miembro de Cambio Radical y Presidenta del Senado de la República, fue vinculada a una investigación preliminar por sus presuntos nexos con paramilitares por parte de la Corte Suprema de Justicia. La exrepresentante Roció Arias, declaró que en sus contactos con jefes paramilitares, se le pidió abstenerse de realizar política en ciertas zonas del departamento de Cundinamarca debido a que los votos estaban reservados para Gutiérrez.

## Directores del Partido
| Nombre (Nacimiento) | Nombre (Nacimiento)              | Imagen | Período en el cargo     | Período en el cargo     |
| Nombre (Nacimiento) | Nombre (Nacimiento)              | Imagen | Inicio                  | Final                   |
| ------------------- | -------------------------------- | ------ | ----------------------- | ----------------------- |
|                     | Néstor Humberto Martínez (1954-) |        | 5 de julio de 2000      | 13 de agosto de 2003    |
|                     | Germán Varón Cotrino (1964-)     |        | 13 de agosto de 2003    | 14 de octubre de 2007   |
|                     | Germán Vargas Lleras (1962-)     |        | 14 de octubre de 2007   | 16 de noviembre de 2010 |
|                     | Fuad Char Abdala (1937-)         |        | 16 de noviembre de 2010 | 17 de agosto de 2011    |
|                     | Carlos Fernando Galán (1977-)    |        | 17 de agosto de 2011    | 29 de febrero de 2012   |
|                     | Alejandro Char (1966-)           |        | 29 de febrero de 2012   | 1 de octubre de 2013    |
|                     | Carlos Fernando Galán (1977-)    |        | 1 de octubre de 2013    | 17 de junio de 2015     |
|                     | Rodrigo Lara Restrepo (1975-)    |        | 17 de junio de 2015     | 17 de marzo de 2017     |
|                     | Jorge Enrique Vélez (1963-)      |        | 17 de marzo de 2017     | 31 de julio de 2018     |
|                     | Germán Córdoba (1967-)           |        | 31 de julio de 2018     | En el cargo             |

## Autoridades

### Senadores electos
| Senador                            | Duración  | Max. Votos |
| Claudia Blum de Barberi            | 2002-2006 | 67.782     |
| Jairo Enrique Merlano Fernández    | 2002-2006 | 50.221     |
| Germán Vargas Lleras               | 2006-2008 | 233.330    |
| Luis Carlos Torres Rueda           | 2006-2008 | 66.441     |
| Arturo Char Chaljub                | 2006-2010 | 126.628    |
| Claudia Rodríguez de Castellanos   | 2006-2010 | 57.871     |
| Mario Londoño Arcila               | 2006-2010 | 53.016     |
| Rubén Darío Quintero Villada       | 2006-2010 | 49.937     |
| Miguel Pinedo Vidal                | 2006-2010 | 39.181     |
| Reginaldo Enrique Montes Álvarez   | 2006-2007 | 38.498     |
| Javier Cáceres Leal                | 2006-2011 | 83.885     |
| Nancy Patricia Gutiérrez Castañeda | 2006-2010 | 37.611     |
| Juan Carlos Restrepo Escobar       | 2006-2018 | 64.497     |
| Antonio Guerra de la Espriella     | 2006-2018 | 59.637     |
| Bernabé Celis Carrillo             | 2006-2018 | 63.643     |
| David Char Navas                   | 2006-2010 | 28.062     |
| Plinio Edilberto Olano Becerra     | 2006-2010 | 27.981     |
| Fuad Char Abdala                   | 2010-2014 | 73.181     |
| Daira de Jesús Galvis Méndez       | 2010-2014 | 65.426     |
| Carlos Fernando Motoa Solarte      | 2010-2014 | 78.869     |
| Carlos Fernando Galán Pachón       | 2014-2018 | 87.486     |
| Germán Varón Cotrino               | 2014-2018 | 79.773     |
| Rosmery Martínez Rosales           | 2014-2018 | 50.320     |
| Luis Eduardo Díazgranados          | 2018-     | 112.603    |
| Rodrigo Lara Restrepo              | 2018-     | 90.444     |
| Didier Lobo Chinchilla             | 2018-     | 87.747     |
| Edgar Jesús Díaz Contreras         | 2018-     | 81.123     |
| Carlos Abraham Jiménez López       | 2018-     | 79.306     |
| Fabián Gerardo Castillo Suárez     | 2018-     | 78.853     |
| Richard Alfonso Aguilar Villa      | 2018-     | 76.946     |
| José Luis Pérez Oyuela             | 2018-     | 70.076     |
| Temístocles Ortega Narváez         | 2018-     | 63.594     |

## Resultados electorales

### Elecciones presidenciales
|  | 62.51 % |

|  | 10.11 % |

|  | 25.72 % |

|  | 50.99 % |

|  | 07.30 % |

|  | 23.94 % |

### Elecciones parlamentarias
|  | 2.16 % |

|  | 3.40 % |

|  | 14.7 % |

|  | 10.74 % |

|  | 8.19 % |

|  | 9.70 % |

|  | 8.19 % |

|  | 7.74 % |

|  | 14.07 % |

|  | 14.40 % |

|  | 10.22 % |

|  | 8.52 % |